# François-Auguste Mignet
François-Auguste-Marie-Alexis Mignet (Aix-en-Provence, 8 de mayo de 1796 - París, 24 de marzo de 1884) fue un escritor, historiador y periodista francés, consejero de Estado, director del Archivo del Ministerio de Asuntos Exteriores bajo la Monarquía de Julio, y autor de Histoire de la Révolution française.

## Biografía

### Formación
Recibió su educación primaria en el Colegio de Aix, entonces situado en la capilla de Andrettes, y obtuvo una beca para estudiar la secundaria en Aviñón.
Regresó a Aix-en-Provence en 1815 con el fin de realizar estudios en Derecho. Allí conoció a Adolphe Thiers, con quien se hizo amigo. En 1818 defendió puntualmente una tesis y que le permitió entrar al colegio de abogados.
Sin embargo, no le interesó mucho esa ocupación y en lugar de ello consideró una carrera como historiador. A los 24 años, fue galardonado por la Academia de Inscripciones y Lenguas Antiguas por su De la féodalité, des institutions de saint Louis et de l'influence de l'institution de ce prince.

### Obra principal

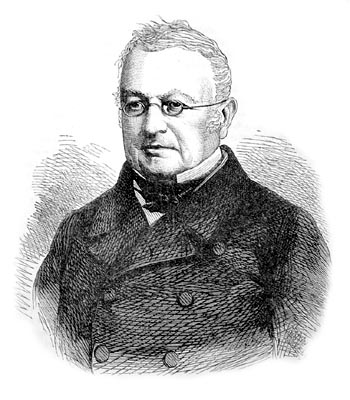
Adolphe Thiers, amigo íntimo de Mignet, fue Presidente de la República francesa en 1871.

En 1821, se trasladó a París, al mismo tiempo Adolphe Thiers. Pero regresaba cada año a su ciudad natal y fue durante estas visitas que hizo su gran obra, Histoire de la Révolution française depuis 1789 jusqu'en 1814 (Historia de la Revolución francesa desde 1789 hasta 1814), escrita y publicada en dos volúmenes en 1824 y traducida a veinte idiomas. En sus escrito se identifica a la historia narrativa, popular en el siglo xix, de la que es una de las figuras emblemáticas, junto a Augustin Thierry y Adolphe Thiers. Destaca su visión de Jules Michelet, y la mayor parte de la historia filosófica contemporánea.
Fue el primero en darle un sentido social a la Revolución francesa. Según él, hubo dos revoluciones: la primera (1789-1791), fue llevada a cabo por las clases medias y se hizo inevitable por la necesidad de que las instituciones políticas de hacer frente a las realidades sociales del siglo xviii 
(aparición de la clase media, capaces de dirigir el Estado, aunque generalmente excluida del poder), y la segunda revolución, que fue una revolución defensiva, se hizo inevitable por la resistencia de los contrarrevolucionarios, y llevada a cabo por personas a las que la clase media apeló la defensa de su revolución. (Pero a su juicio no fue una revolución constructiva.)
A diferencia de historiadores anteriores (Madame de Staël, Augustin Thierry, Guizot, Sismondi), fue el primero en distinguir dos bloques dentro del Tercer Estado. Según  Yvonne Knibiehler, Mignet «elevó el complejo de culpa por el Terror cuando (la clase media) bajó la cabeza: se había creído que 89 funcionarios eran culpables de 93, y que ahora se sabe que la violencia no fue culpa de ellos sino la de sus oponentes: los privilegiados». La obra fundamental de Mignet, que pone de relieve las dificultades que se deben evitar para tener éxito (guerra externa, atraer a la gente) lo volvería «el breviario de las revoluciones liberales» del siglo xix.

### Actividades profesionales y sociales
Mignet dio al mismo tiempo clases en el Ateneo.
También trabajó en el periodismo, siendo sucesiva o simultáneamente editor de Le Constitutionnel, Le Courrier français, la Revue des deux mondes, el Journal des sçavans, y fue uno de los fundadores de Le National. Escribió artículos contra los Borbones, lo que le convirtió en uno de los arquitectos de las Tres Gloriosas (julio de 1830). De hecho, fue uno de los firmantes de la protesta en contra de la ley de prensa (julio de 1830).
Fue consejero de Estado, también «Director de Archivos y Cancillería», y ministro de Asuntos Exteriores en 1830 y ocupó este cargo durante el reinado de Luis Felipe.
Se convirtió en miembro de la Academia de Ciencias Morales y Políticas desde su reconstitución en 1832, y se desempeñó como secretario permanente en 1836. Con Thiers, asistía frecuentemente a las goguettes de Frileux. Apoyado por Thiers, fue elegido miembro de la Academia Francesa el 29 de diciembre de 1836, y trabajó allí casi 48 años. En 1846 apoyó al joven normalista Jules Bonnet a recopilar cartas inéditas de Calvino.

### Último años

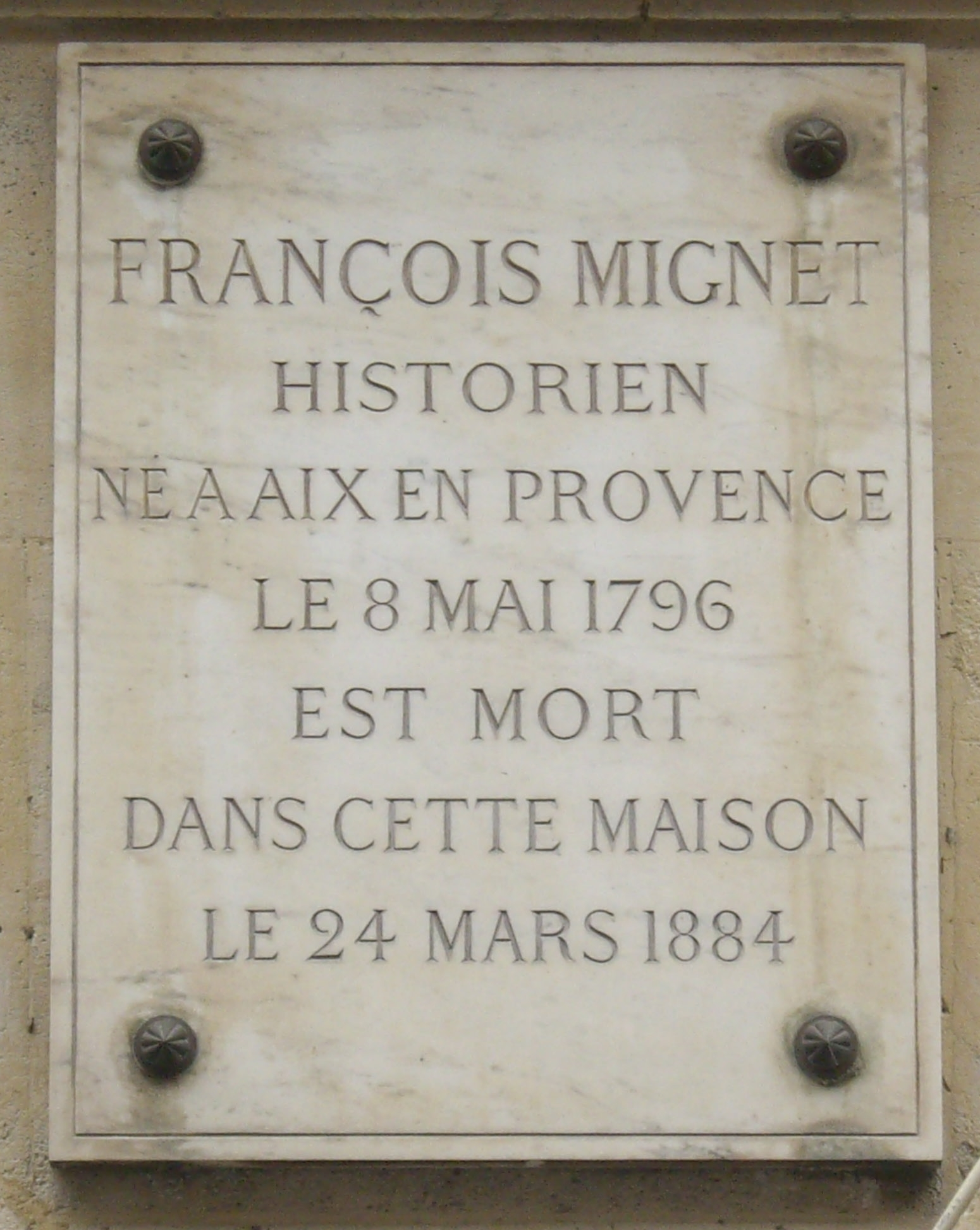
Placa conmemorativa en 12, rue d’Aumale.

Estrecharía fuertes amistades, especialmente con el poeta alemán Heinrich Heine. Mignet estuvo presente en su entierro en el cementerio de Montmartre el 20 de febrero de 1856. Heine fue un gran admirador de las obras de Mignet. (Leyó y releyó la Histoire de la Révolution.)
Murió el 24 de marzo de 1884 en 12, rue d'Aumale (París). Una placa conmemorativa fue colocada diciendo «François Mignet, historiador, nacido en Aix-en-Provence el 8 de mayo de 1796, murió en esta casa el 24 de marzo de 1884». Su funeral se celebró en la Iglesia de la Madeleine en Aix-en-Provence. Fue enterrado en el cementerio Saint-Pierre.

#### Homenajes
La calle Bellegarde, cerca de la casa donde nació, recibió el nombre de «calle Mignet».
Un colegio en la calle Cardinale (en Aix-en-Provence) se llama «Collège Mignet».

## Obras

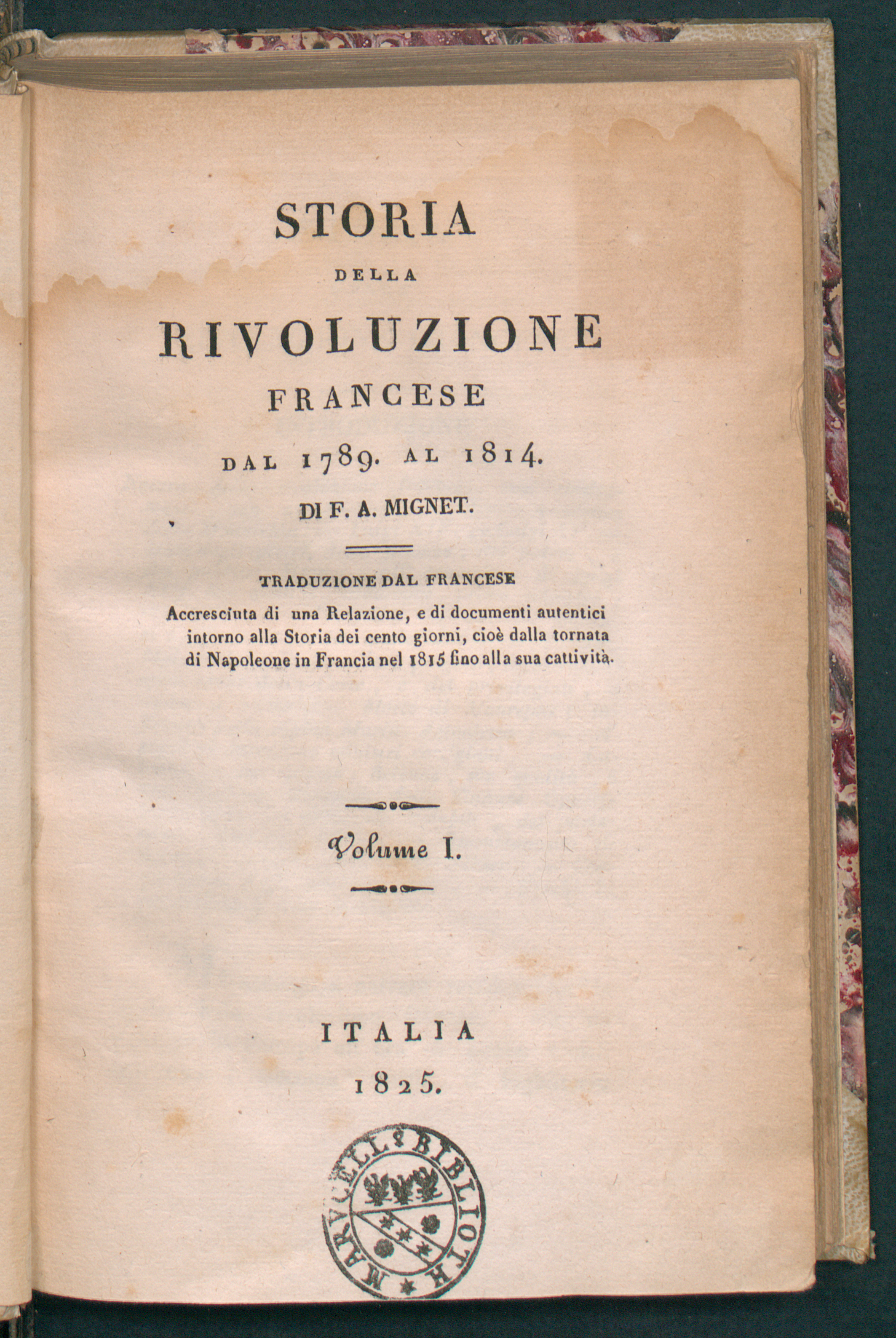
Histoire de la Révolution française depuis 1789 jusqu'en 1814, 1825

- De la féodalité des institutions de Louis IX., Paris, 1822;
- 10. A. ebd. 1840;
- Histoire de la ligue, Paris 1829, 5 Vol.;
- Histoire de la réformation, Paris, 1833;
- Notices et Mémoires historique, Paris, 1843;
- Antonio Perez et Philippe II., Paris, 1845;
- Notices historique sur la vie et les travaux de M. Rossi, Paris, 1849;
- Histoire de Marie Stuart, Paris 1850, 2 Vol.;
- La Rivalité de François Ier et de Charles-Quint, 1875;
- Un éloge de Charles VII, galardonado por la Academia de Nîmes;
- L'Absence, galardonado por con la Academia de Nîmes;
- Essai sur les institutions de Saint-Louis, galardonado por la Academia de Inscripciones y Lenguas Antiguas;
- Histoire de la Révolution française, 1824.